# Antoine Marie Girard
Antoine Marie Anne Girard, né le 7 décembre 1753 à Narbonne (Aude), mort le 7 août 1818 dans la même commune, est un homme politique de la Révolution française.

## Biographie
La monarchie constitutionnelle mise en application par la constitution du 3 septembre 1791 prend fin à l'issue de la journée du 10 août 1792 : les bataillons de fédérés bretons et marseillais et les insurgés des faubourgs de Paris prennent le palais des Tuileries. Louis XVI est suspendu et incarcéré, avec sa famille, à la tour du Temple. 
En septembre 1792, Antoine Girard, alors « propriétaire à Narbonne », est élu député de l'Aude, le huitième et dernier, à la Convention nationale. Il ne saurait être confondu avec son collègue homonyme Charles Girard-Villars (député de la Vendée). 
Il siège sur les bancs de la Plaine. Lors du procès de Louis XVI, il vote la mort et se prononce en faveur de l'appel au peuple et du sursis à l'exécution de la peine. Le 13 avril 1793, il vote en faveur de la mise en accusation de Jean-Paul Marat. Le 28 mai, il est absent lors du scrutin sur le rétablissement de la Commission des Douze. Le 18 floréal an III (le 7 mai 1795), il est élu membre de la Commission des Vingt-et-Un chargée d'examiner la conduite de Joseph Le Bon (député du Nord) accusé d'avoir commis des exactions durant sa mission à Arras. 
Sous le Directoire, en vendémiaire an IV (octobre 1795), Antoine Girard est réélu député et siège au Conseil des Anciens. Il est tiré au sort pour quitter le Conseil le 1er prairial an V (le 20 mai 1797). 

## Sources
- « Antoine Marie Girard », dans Adolphe Robert et Gaston Cougny, Dictionnaire des parlementaires français, Edgar Bourloton, 1889-1891 [détail de l’édition]